# Antal Szerb
Antal Szerb (ur. 1 maja 1901 w Budapeszcie, zm. 27 stycznia 1945 w Balf) – węgierski pisarz.
Pochodził z rodziny żydowskiej, przeszedł na katolicyzm. Studiował filologię węgierską, niemiecką i angielską. W czasie od 1924 do 1929 żył we Włoszech i Francji, od 1930 w Londynie. Od 1937 r. był profesorem literatury na Uniwersytecie w Segedynie.
W 1934 r. ukazała się jego Historia literatury węgierskiej, w 1938 Poszukiwanie cudu. Przegląd i problematyka powieści nowoczesnej, a w 1941 Historia literatury światowej.
Antal Szerb został 27 stycznia 1945 zamordowany przez kapo w obozie Balf (na zachodzie Węgier). Jest do dziś jednym z najchętniej czytanych autorów XX w. na Węgrzech.

## Wybrana literatura
- Podróżny i światło księżyca
- Naszyjnik Marii Antoniny
- Oliwer VII
- Legenda Pendragonów